# Fuzhou Airlines

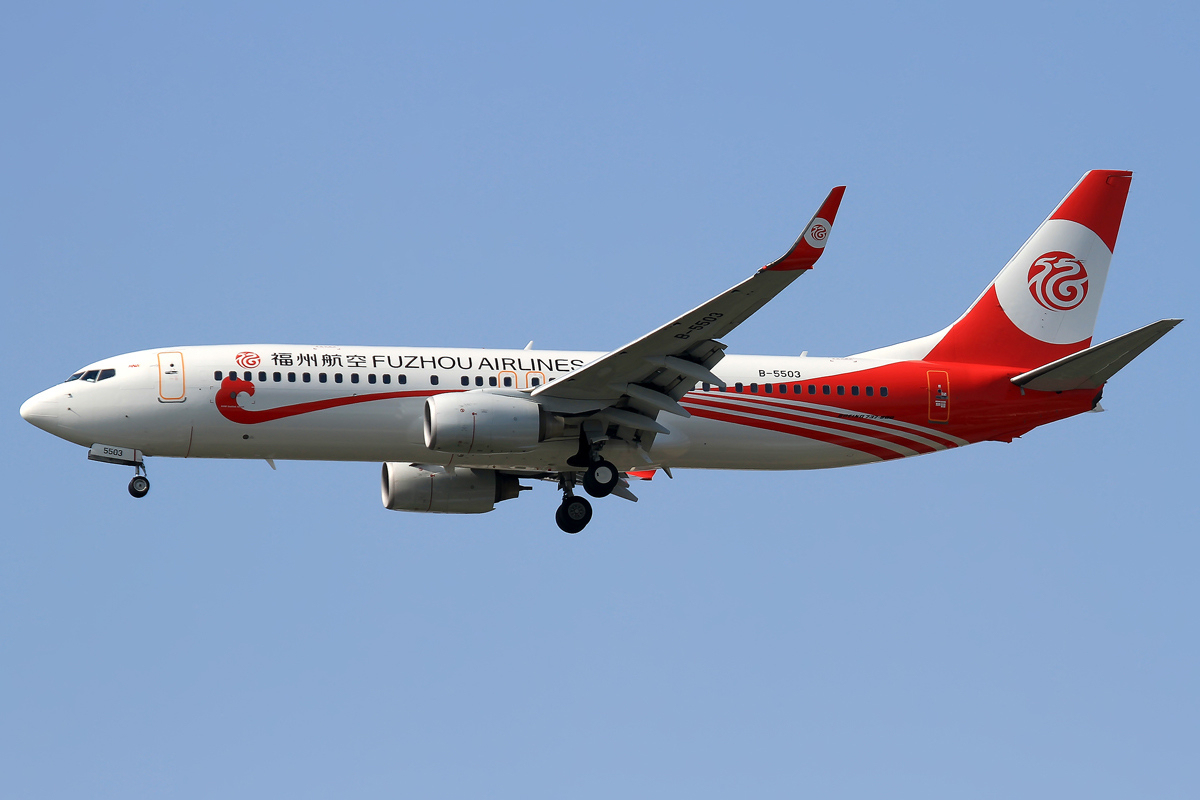

Fuzhou Airlines, (Chinees: 福州航空, pinyin: Fúzhōu Hángkōng) is een Chinese luchtvaartmaatschappij. Haar thuisbasis is de Fuzhou Changle International Airport. Het is een dochteronderneming van Hainan Airlines die zich richt op binnenlandse passagiersvluchten.
De luchtvaartmaatschappij werd opgericht als een joint venture-dochteronderneming van HNA Group (60%) en de gemeentelijke overheid van Fuzhou (20%) met twee kleinere bijkomende aandeelhouders die elk 10% bezitten. Op 17 oktober 2014 heeft de luchtvaartmaatschappij haar Air operator's certificate (AOC) behaald van de Civil Aviation Administration of China (CAAC). De activiteiten begonnen op 30 oktober 2014 met de eerste vlucht van Fuzhou naar Beijing. Kernbestemmingen zijn vanuit Fuzhou: Shanghai Pudong, Chongqing, Kunming, Haikou, Hefei, Taiyuan, Tianjin en Xi'an.

## Vloot
Vanaf mei 2023 bestaat de Fuzhou Airles vloot uit de volgende toestellen:
Fuzhou Airlines vloot